# Bothriechis bicolor
Bothriechis bicolor е вид змия от семейство Отровници (Viperidae).

## Разпространение
Видът е разпространен в Гватемала, Мексико и Хондурас.